# Петрозаводск (локомотивное депо)

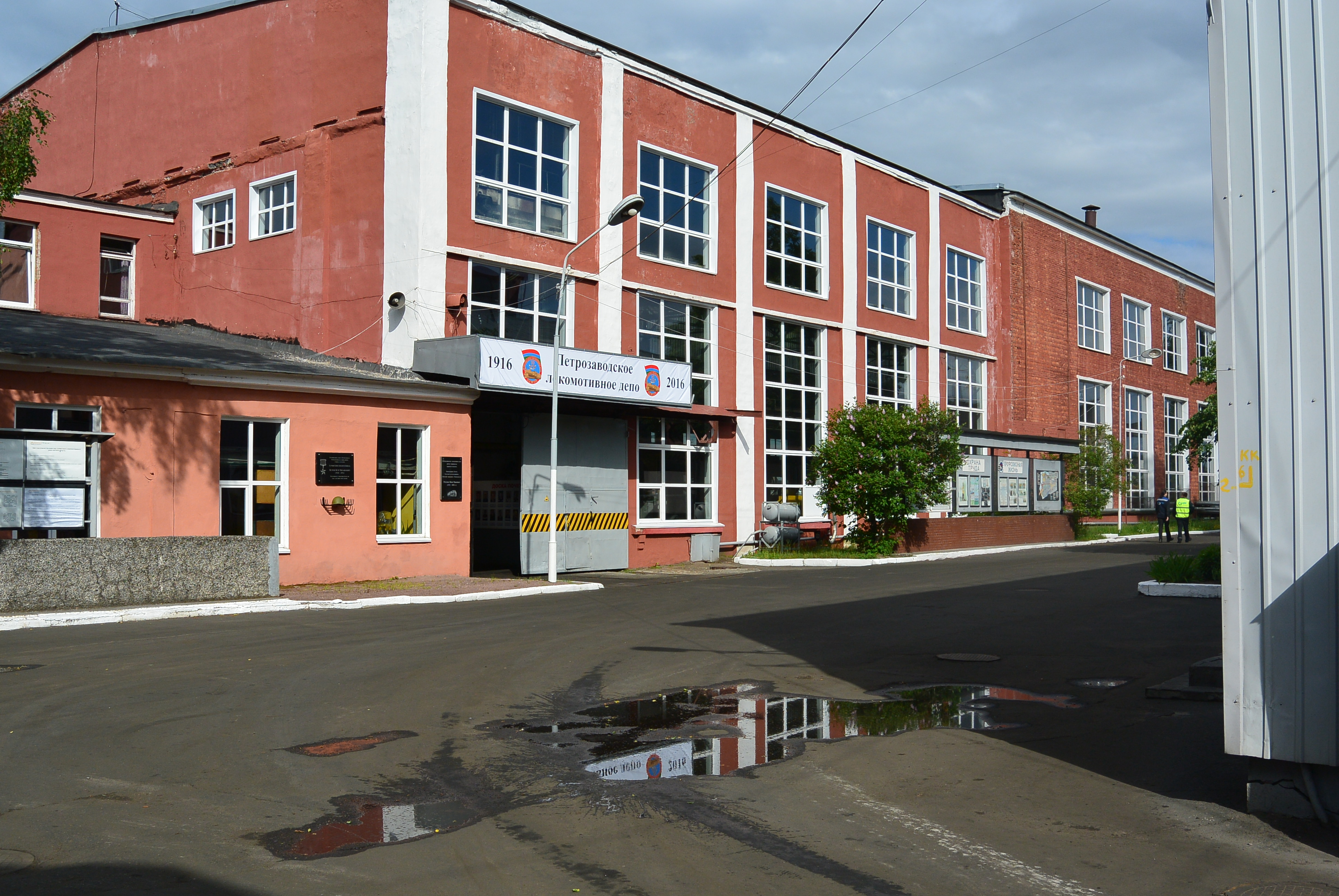
Цех ТР-3 тепловозов, 2016

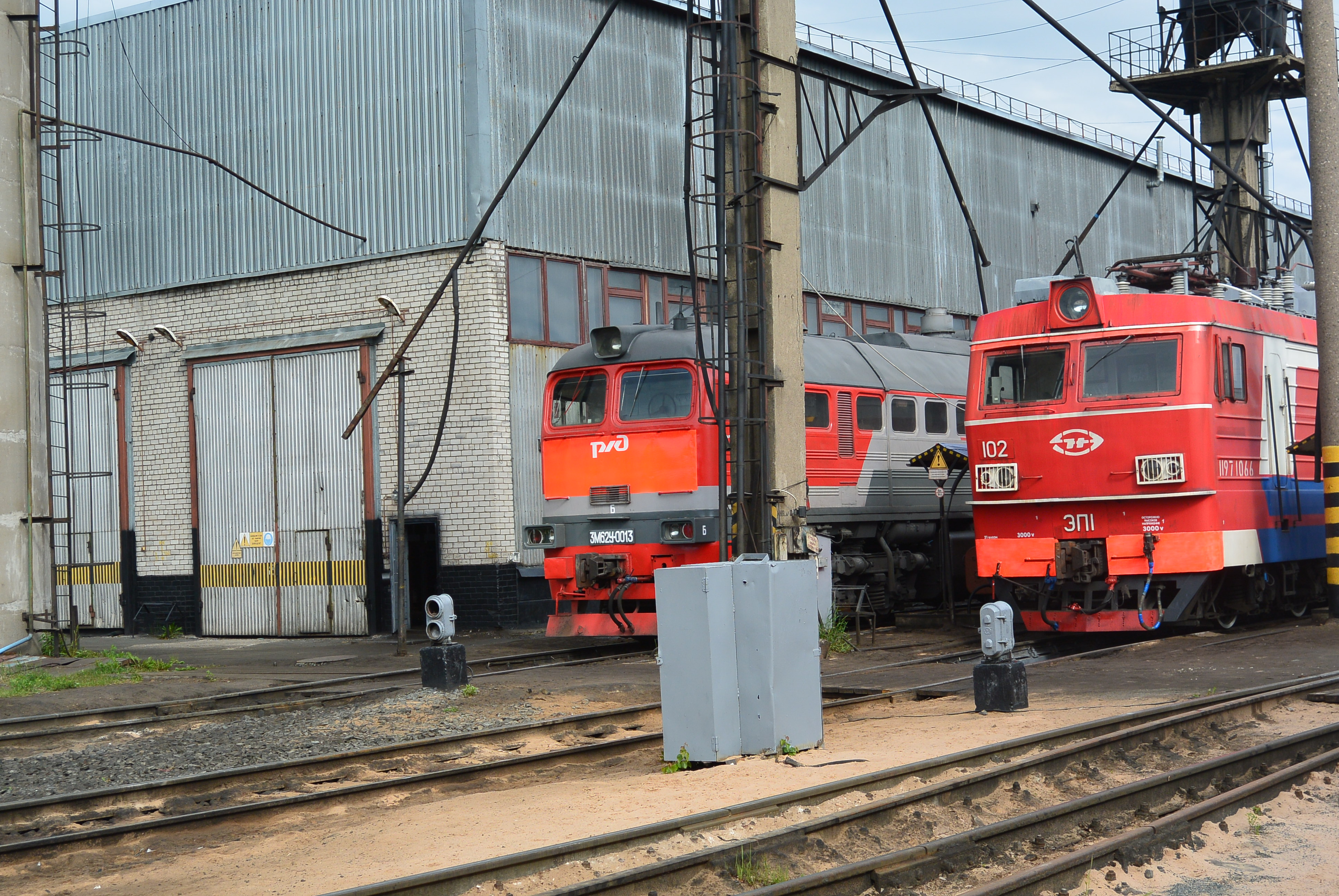
Пункт технического обслуживания локомотивов, 2016

Локомотивное депо Петрозаводск (ТЧ-24) Октябрьской железной дороги — крупное линейное предприятие локомотивного хозяйства ОАО «РЖД». Основано в мае 1916 года. Депо расположено в столице Республики Карелия — городе Петрозаводске, на территории площадью более 150 000 м². Длина тракционных путей составляет 8024 м. Развернутая площадь крытых зданий — 17 040 м², из них производственные площади корпусов цеха ремонта — 13 585 м².
Предприятие является базовым локомотивным депо ОАО «РЖД» по ремонту в объеме циклов ТР3 и СР маневровых тепловозов серий ТЭМ1, ТЭМ2, ТЭМ2А, ТЭМ2У, ТЭМ2УМ, ТЭМ2М, ТЭМ3, ТЭМ15, ТЭМ17, ТЭМ18 (всех индексов), ТЭМ7, ТЭМ7А, ЧМЭ3, ЧМЭ3Т, ЧМЭ3Э. Локомотивное депо Петрозаводск является единственным депо сети ОАО «РЖД», производящим ремонт ТР-3, СР маневрово-вывозных тепловозов ТЭМ7 и ТЭМ7А с разработанными технологическими процессами ремонта.

## История

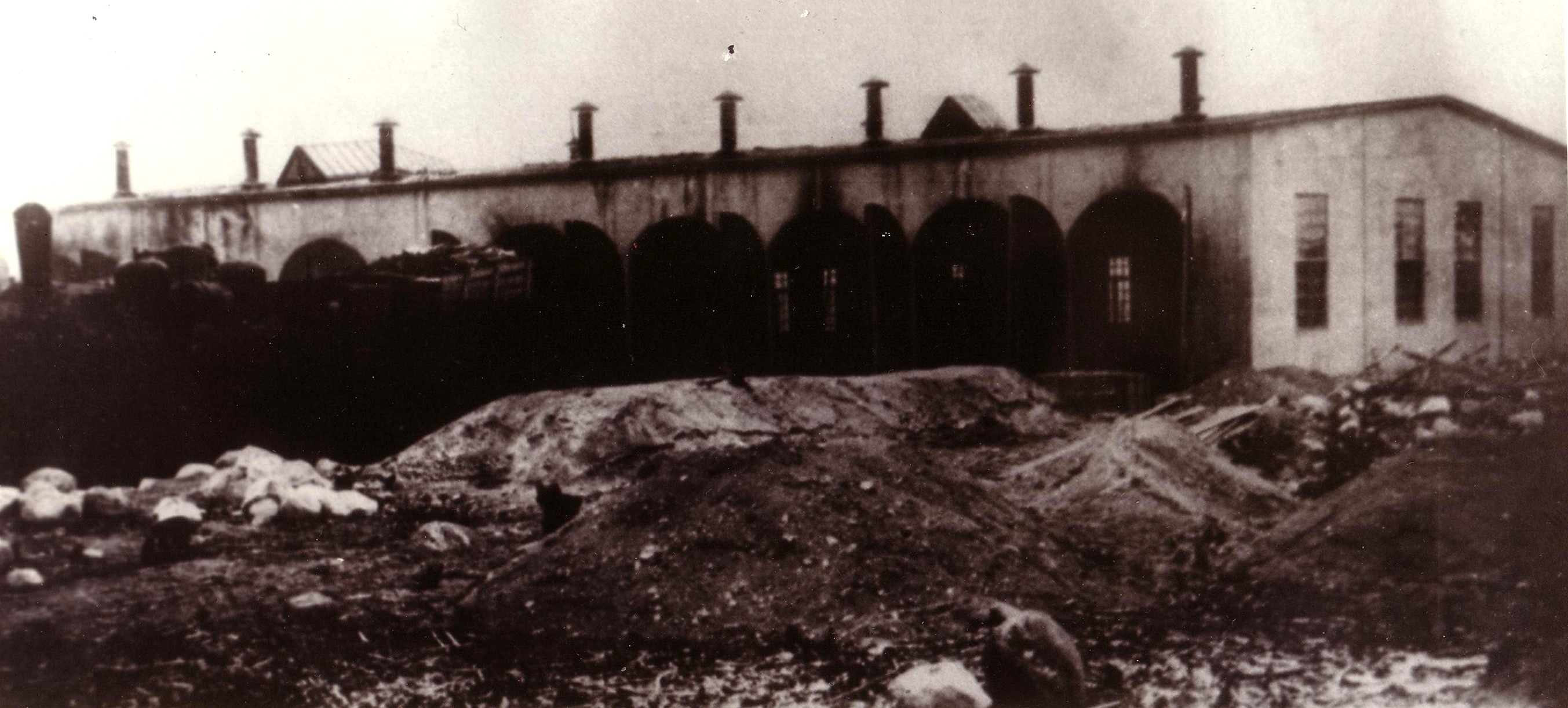
Веерное здание паровозного депо Петрозаводск в 1916 году

### Основание. До Октябрьской Революции

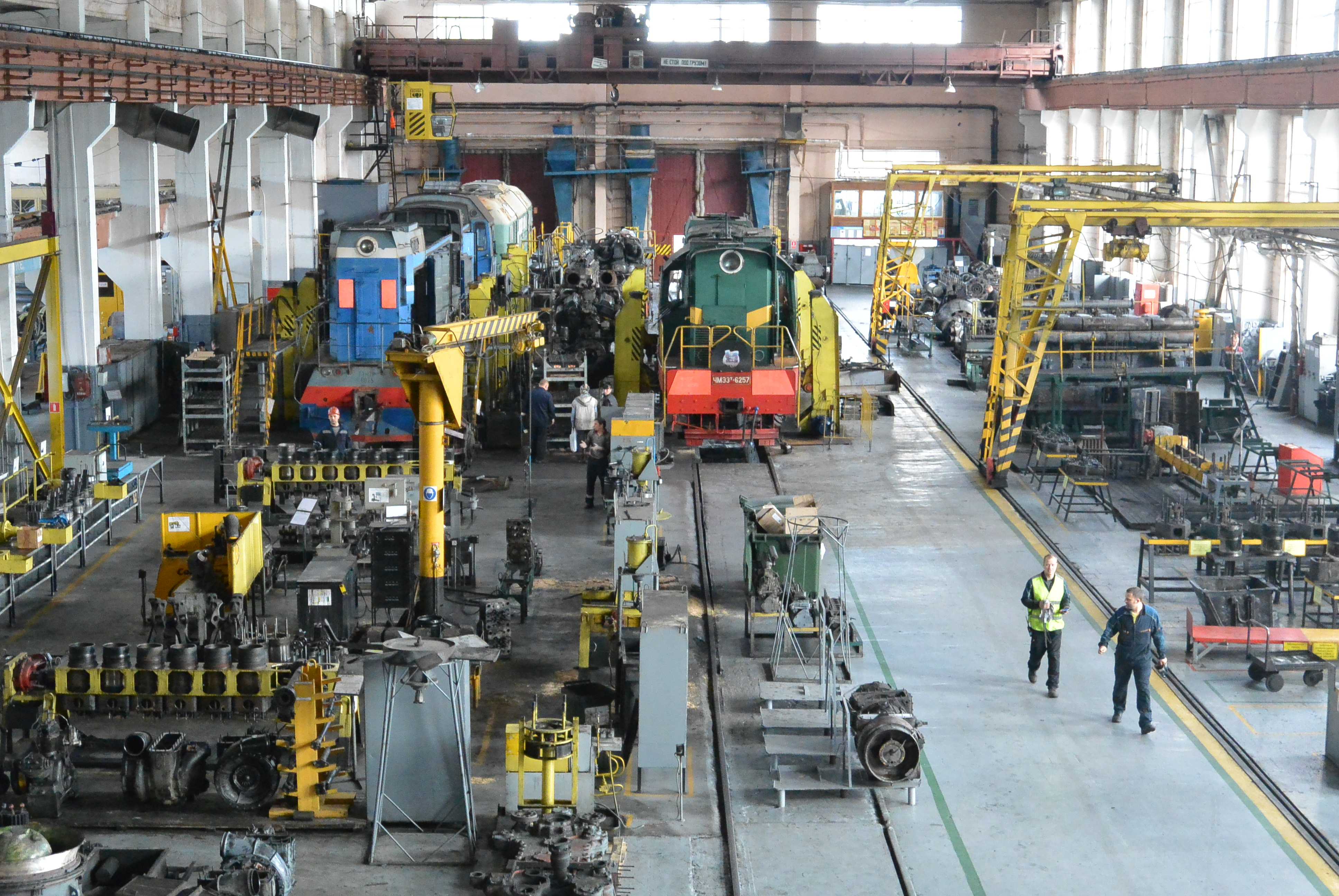
Цех ТР-3 тепловозов, 2016

Локомотивное депо на станции Петрозаводск начало свою работу в мае 1916 года как мастерские по ремонту паровозов и вагонов частной Олонецкой железной дороги. Мастерские также являлись оборотным депо при основном (коренном) депо станции Лодейное Поле Олонецкой магистрали. В состав мастерских входило здание на три паровозных стойла, кузница и отдельный путь, на котором ремонтировались вагоны.
Поскольку в период 1915—1916 годов строилась государственная железная дорога от станции Петрозаводск к незамерзающему порту на Мурмане (побережье Кольского полуострова) — будущие станция и город Романов-на-Мурмане (с 17 мая 1917 года — Мурманск), циркуляром № 30 от 19 августа 1916 года между Правлением общества Олонецкой железной дороги и Управлением строительства и временной эксплуатации железнодорожного участка Петрозаводск — Сорокская, было заключено соглашение об общем пользовании станцией Петрозаводск, принадлежавшей Олонецкой железной дороге. Границей между дорогами устанавливался северный семафор станции Петрозаводск. По данному соглашению мастерские (депо) на станции Петрозаводск передавались в ведение Управления строительства и временной эксплуатации участка Петрозаводск — Сорокская. Во главе депо общего пользования ставился начальник участка тяги Петрозаводск — Сорокская, который по отношению к паровозам Олонецкой дороги являлся начальником оборотного депо Олонецкой магистрали. Таким образом, он подчинялся начальникам служб тяги обеих дорог.
Первым начальником депо был назначен Малафеев Григорий Антонович, ранее работавший инженером по приемке подвижного состава на участке Сорокская — Кандалакша.
На средства строившейся государственной дороги к зданию мастерских на 3 паровозных стойла было пристроено веерное здание на 5 стойл с поворотным кругом уравновешенного типа диаметром 20 метров с ручным приводом изготовления Краматорского завода. Строительство веерного здания осуществляло товарищество «Бодо Эгесторф и Ко».
28 марта 1917 года Временное правительство приняло решение о досрочном выкупе Олонецкой железной дороги в казну, а 1 мая 1917 года она была присоединена к основной линии государственной Мурманской железной дороги (Петрозаводск — Мурманск), строительство которой завершилось 3 (16) ноября 1916. Мастерские и депо общего пользования преобразованы в основное паровозное депо на станции Петрозаводск Мурманской железной дороги.
В 1917 году в депо открываются токарные мастерские, а в 1918—1919 годах для ремонта вагонов было построено отдельное крытое деревянное здание.

### В годы первых пятилеток
Октябрьская революция 1917 года, последующая гражданская война, разруха и голод в стране не позволили развивать депо вплоть до 1929 года.
В 1929 году начинается строительство нового здания кузницы каменной кладки, завершившееся в 1930 году (в настоящее время здание «горячих» цехов).
Постановлением СНК и ЦК ВКП(б) от 8 июля 1933 года Главное управление тяги и подвижного состава НКПС СССР было разделено на Главное управление паровозного хозяйства и Главное управление вагонного хозяйства. Из состава паровозного депо Петрозаводск был выведен участок ремонта вагонов, впоследствии образовавший Петрозаводское вагонное депо (ныне два самостоятельных предприятия ВЧД‑19 и ВЧД‑27 Октябрьской железной дороги). Этим же постановлением в паровозных депо вводится должность заместителя начальника депо-инженера, впоследствии преобразованная в должность главного инженера.
Тридцатые годы XX века являются временем активного развития ремонтной базы депо: поступает импортный колесно-токарный станок Гегенштейда, снабженный копировальным устройством и позволяющий обтачивать сцепные, поддерживающие, бегунковые и тендерные колёсные пары; токарные мастерские оборудовались токарно-винторезными станками фирмы «Niels» и завода «Красный пролетарий», продольно-строгальными станками завода «Двигатель революции», сверлильными — завода имени Ворошилова. Для подъемочного ремонта паровозов поставлены домкраты Беккера. Ремонтная канава первого стойла (восточного) веерного здания была оборудована устройством для опускания и смены колесных пар (скатоподъемником) с ручным приводом. От стойла был проложен специальный путь для перемещения колесной пары в здание участка смены бандажей. Для нагрева бандажей перед посадкой на колесный центр использовался горн Костлана. Стойло для ремонта паровозных котлов оборудовано пневматическим инструментом для сверления и клепки. Ремонтный персонал составляли следующие бригады: котельная, кулисно-поршневая, автоматная, буксово-дышловая, арматурная, гарнитурная, тендерная.
21 января 1935 года Мурманская магистраль была переименована в Кировскую железную дорогу с управлением дороги в городе Петрозаводске. Паровозное депо Петрозаводск получило новый телеграфный шифр — ТЧ‑4 Кировской железной дороги. В состав депо входили два оборотных паровозных депо на станциях Токари и Лижма.
С 1916 по 1941 год приписной парк паровозного депо Петрозаводск составляли паровозы серии Щ, ОД, ОВ, Ы, ЫП, С, Э, ЭГ, ЭШ.
В 1938 году в паровозных депо вводится должность приёмщика паровозов НКПС.
К 1941 году основное паровозное депо Петрозаводск по уровню технической оснащенности вошло в состав крупнейших линейных ремонтных предприятий паровозного хозяйства НКПС. Рассматривался вопрос организации в депо заводского ремонта паровозов. Эти планы были сорваны начавшейся Великой Отечественной войной.
В предвоенные годы в среде работников депо широкое распространение получили стахановские методы работы. Машинисты увеличивали весовые нормы и суточный пробег паровоза, ремонтники снижали простой паровозов и перевыполняли план ремонта. Многие передовики производства были представлены к государственным и отраслевым наградам.
Чёрной страницей в истории предприятия является время сталинских репрессий 1937—1938 годов, затронувшее работников депо всех уровней.

### Великая Отечественная война
С 1941 по 1944 год в период Великой Отечественной войны был потерян большой участок Кировской железной дороги от станции Свирь на юге и до станции Масельская на севере. Город Петрозаводск оккупирован финскими войсками. Управление дороги было эвакуировано на станцию Сорокская (в настоящее время Беломорск). С потерей участка Свирь — Масельская был отрезан от страны Мурманский порт, имевший ключевое значение, так как именно через него шла основная часть грузов из Великобритании и США, оказывающих союзническую помощь СССР. Ставилась под угрозу оперативная поставка грузов на фронт. Решением проблемы являлось скорейшее завершение строительства линии Сорокская — Обозерская, работы по которой начались ещё в феврале 1940 года. И во второй половине декабря 1941 года движение поездов по новой линии было открыто. Страна получила выход на Мурманск. Движение поездов на этом важнейшем стратегическом участке обеспечивали паровозные бригады депо Петрозаводск, эвакуированные на станции Сумский Посад, Малошуйка и Мудьюга. Ремонтники депо в условиях полного отсутствия запасных частей, оборудования и инструмента поддерживали паровозы в рабочем состоянии.
Осенью 1943 года управление железнодорожным транспортом было организовано по армейскому принципу. Всем работникам железных дорог были присвоены звания, аналогичные воинским, но с учетом транспортной специфики. Начальник основного паровозного депо получает звание директора-подполковника тяги, старший машинист — техника-лейтенанта, ведущие инженерно-технические работники — инженера-капитана. Была введена форменная одежда армейского образца с погонами. Эмблемой службы тяги служил профиль паровоза. Также в 1943 году для работников локомотивного хозяйства устанавливается новый наградной знак «Отличный паровозник», которым были награждены многие работники предприятия. Указанные звания и награждение знаком сохранялось до 1955 года.
29 июня 1944 года войска Карельского фронта освободили Петрозаводск от частей финской армии. В июле 1944 года в депо начали возвращаться работники предприятия для организации эксплуатации и ремонта паровозов. Их встретила безрадостная картина — все деревянные постройки на территории были сожжены, поворотный паровозный круг полностью разрушен, сильно повреждено веерное здание каменной кладки, все станки и оборудование были уничтожены. Единственным вариантом дальнейшей жизни и работы депо могло было быть лишь полное его восстановление. Фактически депо строилось заново.
Возрождение разрушенного депо началось с расчистки территории и разбора сильно поврежденного веерного здания с поворотным кругом. Восточное крыло веерного здания было отстроено заново. На основе фундамента и стен 1916 года токарных мастерских возводится новое отделение металлообработки (механическое). Восстановлена сеть водоснабжения паровозов с гидравлическими наборными колонками и угольный склад. В веерном здании с поворотным кругом был организован промывочный ремонт паровозов.
Параллельно началось строительство нового цеха прямоугольного типа для подъемочного ремонта паровозов на три стойла. Строительство велось в кратчайшие сроки — цех был возведен за 7 месяцев и сдан в эксплуатацию в декабре 1944 года.
Советско-финская война завершилась 19 сентября 1944 года, но ещё шла Великая Отечественная война, и в стране практически не выпускался кирпич. Новый цех возвели из кирпичей, которые работники депо собирали в разрушенном городе, а также из других подручных материалов. Фактически полностью работы по новому цеху были завершены в 1946 году.
В 1944 году строится административно-бытовой корпус (АБК) № 1. В северной части на двух этажах размещаются мужские и женские гардеробы с душевыми, в южной администрация депо, техническое бюро и химическая лаборатория.

### Послевоенный период
В послевоенный период инвентарный парк депо Петрозаводск составляли паровозы СО, ЭУ, ЭР, Л, СУ.
19 сентября 1946 года Советом Министров СССР принимается решение об организации на сети железных дорог 274 отделений. Существовавшее ранее самостоятельное отраслевое деление железных дорог на отделения тяги и движения отменялось. Создавалась трехступенчатая структура управления в системе МПС. 12 ноября 1946 года приказом № 705 начальника Кировской железной дороги генерал-директора тяги 3 ранга В. М. Виролайнена магистраль была разделена на 5 отделений. Паровозное депо Петрозаводск входит в состав вновь созданного Петрозаводского отделения Кировской железной дороги на правах самостоятельного хозрасчетного предприятия с прямым административным подчинением отделу паровозного хозяйства.
С 1946 года в Петрозаводском паровозном депо, в одном из первых на сети железных дорог, применяется неразрушающий контроль ответственных деталей паровозов с использованием магнитных дефектоскопов конструкции инженера В. В. Геккера.
В 1947 году к веерному зданию достроено помещение ремонта тормозного оборудования паровозов (в настоящее время в нем расположено автоматное отделение и участок ремонта скоростемеров метрологической лаборатории Петрозаводского отделения Октябрьской железной дороги).
С ноября 1951 года парк паровозов депо Петрозаводск начинает оснащаться скоростемерами типа СЛ‑2. В депо организуется участок расшифровки скоростемерных лент.
В 1952 году началось строительство здания отделения приготовления песка для песочниц паровозов. Завершилось строительство в 1954 году. В 1956 году возведен склад сухого песка, в сушильном отделении установлены две барабанные печи типа СОБУ‑1 (в 1971 году будет построен новый склад сухого песка башенного типа емкостью 400 м³).
В 1957 году в связи с осложнившейся политической обстановкой на территории депо строится первое убежище на 50 человек, призванное защитить работников в случае угрозы ядерного или химического нападения.
В течение 1957—1962 годов к цеху 1944 года постройки будет пристроен корпус экипажного отделения, к которому в свою очередь в 1967 году — сварочный участок, а в 1969 — отделение осмотра и ремонта подшипников качения. В период с 1979 по 1985 год будет произведена реконструкция здания экипажного отделения: снесена северная стена, отделение увеличено в длину в северную сторону с образованием участка обточки колёсных пар оборудованного колесотокарным станком типа 1836Б и токарно-накатным станком типа КЖ 1841.02 для обточки и накатки шеек осей колёсных пар, производства Краматорского завода тяжелого станкостроения (КЗТС). Также с 1979 по 1985 год к реконструированному зданию экипажного отделения пристроены корпуса цеха покраски тепловозов и цеха обмывки кузовов. Для энергообеспечения новых цехов смонтирована трансформаторная подстанция (ныне подстанция № 24).
В 1959 году началась широкая замена паровозов тепловозами, сперва на участке Кандалакша — Кемь, затем Кемь — Петрозаводск и далее до Волховстроя. Паровозное депо Петрозаводск ТЧ-4 Кировской железной дороги Главным управлением локомотивного хозяйства МПС СССР было определено как предприятие, на базе которого должен был быть организован большой периодический и подъёмочный ремонт тепловозов серии ТЭ3 и ТЭ7. Для реализации этой задачи требовалось провести полную реконструкцию предприятия со строительством нового цеха подъемочного ремонта тепловозов.
Параллельно с этим проходил процесс обучения ремонтного персонала с переквалификацией слесарей по ремонту паровозов в слесарей по ремонту тепловозов. Паровозные бригады также обучались вождению поездов на тепловозной тяге. Изначально тепловозная локомотивная бригада состояла из трех человек — машиниста и двух помощников, по одному на каждую секцию тепловозов ТЭ3 и ТЭ7.
В июле 1959 года прошел процесс территориального укрупнения сети железных дорог СССР. На основании Постановления Совета Министров СССР от 13 июля 1959 года № 748 и Приказа Министра путей сообщения от 14 июля 1959 года № 42, Кировская железная дорога вошла в состав Октябрьской железной дороги. Паровозное депо Петрозаводск получило новое телеграфное сокращение: вместо ТЧ‑4 Кировской — ТЧ‑24 Октябрьской железной дороги.
В течение двух лет на базе веерного здания и территории поворотного круга был построен новый цех прямоугольного типа для большого периодического и подъемочного ремонтов тепловозов. Работы по возведению корпуса цеха были закончены в 1960 году, а в период 1960—1962 годов проходил процесс размещения и монтажа технологического оборудования, установка подъемно-транспортных устройств. Цех состоял из двух частей: в основном корпусе расположили четыре ремонтные позиции (стойла) для постановки тепловозов, шесть позиций ремонта дизелей, моечную машину типа ММД-12, а также отделение ремонта вспомогательных агрегатов дизеля; в дополнительном корпусе разместили электромашинное отделение и отделение пропитки и сушки изоляции тяговых электрических машин, оборудованное тремя сушильными печами типа Т1628Б и вакуумно-нагнетательной установкой (автоклавом).
В 1965 году к зданию электромашинного отделения пристроено помещение для обдувочной камеры тяговых электродвигателей. Веерная часть была полностью реконструирована и в бывших паровозных стойлах организованы отделения: ремонта дизельной топливной аппаратуры, ремонта электрических аппаратов, ремонта тепловозных аккумуляторных батарей, а также гальваническое отделение. В 1961 году сдаются два пункта производства реостатных испытаний тепловозов (северный и южный) после выпуска из ремонта. В 1962 году проводится реконструкция склада топлива с целью организации экипировки тепловозов: строятся здания насосных, сливная эстакада, открывается резервуарный парк, оборудованный двумя наземными стальными резервуарами для дизельного топлива и резервуарами для хранения масла. Горочные пути были оборудованы устройствами экипировки тепловозов дизельным топливом, маслом и охлаждающей водой. Само здание конторы склада топлива было построено в 1953—1954 годах при угольном складе.
Энергетическое хозяйство депо составили две трансформаторных подстанции: подстанция рядом с поворотным кругом (в настоящее время цех ПР-1), построенная в 1956 году, и подстанция рядом с цехом подъемочного ремонта с пристроенным корпусом экипажного отделения, введенная в 1959 году (ныне подстанции № 2 и № 1).

### 1960-е годы
После начала работы в 1962 году нового цеха большого периодического (БПР) и подъемочного ремонта (ПР), в цеху 1944 года постройки организовано проведение циклов малого периодического ремонта (МПР) тепловозов. 29 октября 1962 года приказом Начальника Октябрьской железной дороги № 125/Н, паровозное депо Петрозаводск было переименовано в локомотивное депо с оставлением прежнего телеграфного шифра ТЧ‑24. Первым тепловозом, прошедшим в 1962 году большой периодический ремонт в локомотивном депо Петрозаводск, стал ТЭ3‑447.
В последующие 5 лет проходил процесс освоения крупных видов ремонта тепловозов ТЭ3 и ТЭ7. Только в 1964 году большим периодическим ремонтом отремонтировано 140 секций тепловозов и 172 секции прошли подъёмочный ремонт. Инженерами-технологами депо была проведена большая работа по переводу работы цеха ремонта на принципы научной организации и планирования. Ремонт тепловозов проходил на основе разработанного сетевого графика, исполнение которого контролировал диспетчер цеха ремонта, создан оборотный фонд запасных частей и материалов с учетом страхового запаса, позволивший перейти на агрегатный и крупноагрегатный методы ремонта. Простой секции тепловозов ТЭ3 и ТЭ7 в подъемочном ремонте был снижен до 2 суток. В мае 1967 года депо посещает Министр путей сообщения СССР Б. П. Бещев, который отметил высокий уровень организации ремонтного производства на предприятии и необходимость распространения опыта локомотивного депо Петрозаводск в масштабах всего локомотивного хозяйства. На основании этого Главное управление локомотивного хозяйства МПС СССР принимает решение провести на базе локомотивного депо Петрозаводск сетевую школу по организации ремонта тепловозов. Трёхдневная сетевая школа состоялась в июне 1967 года.
27 июля 1967 года Постановлением бюро Карельского обкома КПСС, Совета Министров Карельской АССР и Президиума Карельского областного Совета профсоюзов локомотивному депо Петрозаводск присуждено звание «Предприятия высокой культуры». Депо неоднократно отмечается МПС СССР как одно из передовых локомотивных депо сети железных дорог.
В 1963—1964 годах к зданию административно-бытового корпуса (АБК) пристроено двухэтажное угловое южное крыло, на первом этаже которого разместится новый зал приема пищи столовой, а на втором производственно-технический отдел и бухгалтерия депо. До 1959 года столовая располагалась в деревянном здании у въезда на предприятие и также обслуживала работников вагонного депо. В 1959 году после пожара в деревянном здании столовая была перемещена в помещения химической лаборатории в АБК, а лаборатория временно переведена в инструментальный участок отделения металлообработки, где размещалась до 1963 года.
В 1963 году надстраивается второй этаж здания участка смены бандажей паровозных колесных пар, которое не использовалось после начала организации ремонта тепловозов. В стенах этого здания размещается деповская химической лаборатория, прошедшая переоснащение для проведения анализов дизельного топлива, масла и охлаждающей воды, применяющихся на тепловозах.
В 1964—1965 годах над зданием отделения приготовления песка надстраиваются два этажа для цеха эксплуатации. В здании разместились заместитель начальника депо по эксплуатации, начальник резерва локомотивных бригад (старший нарядчик), машинисты-инструкторы, дежурный по депо. В цокольном этаже здания был организован телеграфный пункт.
В 1965 году строится здание контрольно-ремонтного пункта АЛСН и радиосвязи.
В 1966—1967 годах над зданием автоматного отделения, построенного в 1947 году, надстроен второй этаж, в котором разместились кабинеты заместителя начальника депо по ремонту, диспетчера цеха ремонта и старших мастеров.
В 1968—1970 годах построено здание станции рекуперации для пунктов реостатных испытаний тепловозов. Станция позволила возвращать в промышленную электрическую сеть энергию, вырабатываемую тяговыми генераторами тепловозов при производстве реостатных испытаний.
С 1972 года локомотивные бригады ТЧ-24 успешно освоили вождение пассажирских поездов тепловозами ТЭП60, а в маневровом движении тепловозы ТЭМ2 (до 1972 года на маневрах еще использовались паровозы). В период с 1970 по 1972 год в цехе ремонта вводятся поточные линии на ремонте тепловозного оборудования. В электромашинном отделении: типа А973 для разборки и типа А974 для сборки тяговых электродвигателей, типа А988 для ремонта якорей тяговых электродвигателей. В пропиточно-сушильном отделении дополнительно устанавливаются ещё две сушильных печи типа А123 и новый автоклав для пропитки изоляции якорей тяговых электродвигателей. В экипажном отделении поточная линия ремонта тележек, включающая в себя покрасочно-сушильные камеры типа А1331 с цепным тяговым устройством. В отделении осмотра и ремонта подшипников качения смонтирована поточная полуавтоматическая линия обмывки и транспортировки роликовых подшипников. В 1972 году в издательстве «Транспорт» выходит книга «Поточные линии ремонта локомотивов в депо», в которой локомотивное депо Петрозаводск указывается в числе передовых предприятий локомотивного хозяйства по внедрению поточных методов ремонта.
Большой вклад в развитие технического прогресса в депо вносят рационализаторы. На предприятии трудится многочисленный коллектив членов Всесоюзного общества изобретателей и рационализаторов (ВОИР). За годы IX пятилетки ими внедрено 571 предложение с экономическим эффектом 228,1 тысяч рублей. Дальнейшее развитие получил технический прогресс в X пятилетке. За эти годы проделана большая работа по совершенствованию организации рабочих мест. При творческом содружестве инженерно-технических работников депо и локомотивных бригад разработан и изготовлен тренажёр с действующей электрической схемой тепловоза ТЭП60. Внедрена технология обслуживания маневровых тепловозов ТЭМ1 и ТЭМ2 одним машинистом без помощника.
Разработана и внедрена технология расточки горловин тяговых электродвигателей ЭДТ‑200Б под моторно-осевые подшипники.

### 1970-е и 1980-е годы
Семидесятые-восьмидесятые годы XX века являются периодом активного строительства и развития материальной базы депо. В 1971 году сдается здание служебно-бытового корпуса № 2, в котором разместились помещения красного уголка, мужские и женские гардеробы с душевыми, комната трудовой славы (музей), профсоюзный комитет и кабинет предрейсового медицинского осмотра локомотивных бригад. В 1974 году строится кирпичное здание автомобильного гаража. В 1985 году завершается строительство дома отдыха локомотивных бригад на улице Разина в Петрозаводске, а в 1986 году — убежища на территории депо, рассчитанного на 300 человек, и здания столярного отделения (стройгруппа). Также в эти годы идет крупное строительство жилья для работников предприятия, возводятся целые кварталы благоустроенных жилых домов.
В 1986—1987 годах в связи с эксплуатацией на Октябрьской железной дороге грузовых тепловозов 2ТЭ10М в локомотивном депо Петрозаводск освоен их текущий ремонт по циклам ТР-2 и ТР-3, а с IV квартала 1989 года депо начало производить так же текущий ремонт тепловозов серии 2М62, одновременно сокращая производство подъемочного ремонта тепловозов серии ТЭ3.
Готовясь к освоению новых серий тепловозов, депо в значительной мере обновило и пополнило технологическое оснащение ремонтных цехов, многое было изготовлено своими силами. В 1989 году закончены пусконаладочные работы по портальной моечной машине типа А551 для наружной обмывки тепловозов. Тепловозы, поступающие в ремонт и эксплуатирующиеся в депо, стали проходить обмывку в специализированном обмывочном стойле. В 1990 году смонтировано оборудование для очистки вентиляционных выбросов при окраске тепловозов.
Эксплуатируемый парк пополнился пассажирскими тепловозами ТЭП70, которые пришли на смену тепловозам ТЭП60. С 1990 года в депо поступали магистральные тепловозы 2ТЭ10У.

## Состав

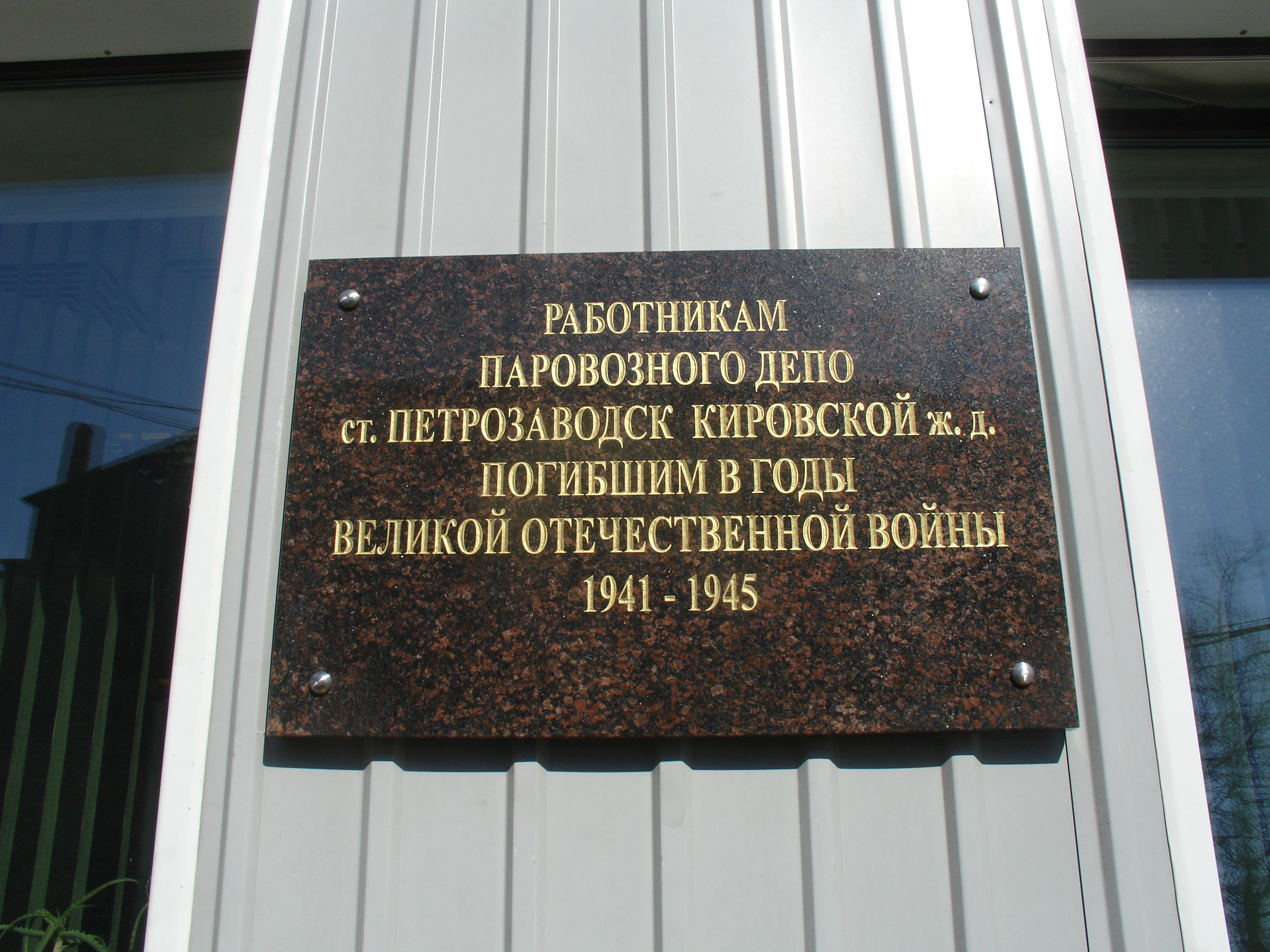
Работникам депо погибшим в годы Великой Отечественной войны

В состав локомотивного депо Петрозаводск входило оборотное депо (ТД) на станции стыкования видов тягового тока Свирь, включающее в себя пункт технического обслуживания локомотивов (ПТОЛ) и дом отдыха локомотивных бригад. В настоящее время[когда?] ТД Свирь передано ремонтному локомотивному депо Волхов (ТЧр-16). На ПТОЛ ТД Свирь, по-прежнему, производится техническое обслуживание ТО-2 электровозов постоянного и переменного тока ЭП1, ЭП1М, ВЛ60ПК, ВЛ80Т, ВЛ80С, ВЛ10, ВЛ10У, ВЛ15, ЧС2Т, ЧС6.
Ремонтную базу локомотивного депо Петрозаводск составляют следующие производственные корпуса: цех ТР-3, СР маневровых тепловозов, цех ТО-3, ТР-1, ТР-2 маневровых тепловозов, экипажный цех, покрасочный цех и пункт технического обслуживания локомотивов (ПТОЛ).
Цех ТР-3, СР предназначен для текущего ремонта третьего объема и среднего ремонта маневровых тепловозов, разборки, ремонта, сборки тепловозов, дизелей, вспомогательного оборудования, электрических машин, электрических аппаратов, контрольно-измерительных приборов, аккумуляторных батарей. В настоящее время включает в себя отделение комплексных бригад, дизельное, дизель-агрегатное, автоматное, электромашинное, сушильно-пропиточное, по ремонту топливной аппаратуры, электроаппаратное, термическое, механическое, инструментальное, а также гальваническое отделение. В цехе ТР-3, СР находятся 4 ремонтных позиции (стойла) для ремонта тепловозов и 7 позиций для ремонта дизелей. В основном пролете цеха установлен мостовой кран грузоподъемностью 32 тонны.
Цех ТО-3, ТР-1 и ТР-2 предназначен для проведения циклов ТО-3, ТР-1 и ТР-2 маневровых тепловозов. Цех введен в эксплуатацию в 2004 году. Оборудован подрельсовым колесно — токарным станком UGE-150N станкостроительного завода RAFAMET (Польша) и реечным скатоподъемником для одиночной подкатки-выкатки колёсно-моторных блоков тепловозов, а также другим современным оборудованием.
Экипажный цех предназначен для разборки, ремонта, сборки экипажной части тепловозов. В настоящее время включает в себя отделение по ревизии и ремонту подшипников качения, отделение ремонта польстерных пакетов моторно-осевых подшипников, участки ремонта и дефектоскопии колесных пар, обточки колесных пар без выкатки из-под тепловоза на станке UGB-150 RAFAMET, ремонта рам тележек, покраски рам тележек, тормозной рычажной передачи и рессорного подвешивания, разборки-сборки колёсно-моторных блоков (КМБ), ремонта моторно-осевых подшипников.
Покрасочный цех предназначен для покраски тепловозов. Включает в себя 2 позиции для покраски, оборудованные технологическими площадками и приточно-вытяжной вентиляцией.
Моечный цех предназначен для мойки кузовов тепловозов. По длине путей вмещает в себя 3 секции тепловозов.
На ПТОЛ локомотивного депо Петрозаводск производится техническое обслуживание ТО-2 тепловозов своего парка, а также пассажирских тепловозов ТЭП70 приписки локомотивного депо Санкт-Петербург–Варшавский (ТЧ-14), работающих на участках Петрозаводск — Суоярви — Костомукша, Санкт-Петербург — Суоярви — Костомукша, и тепловозов М62 всех модификаций приписки локомотивного депо Суоярви (ТЧ-30). При необходимости производится ТО-2 тепловозов 2ТЭ116, поступающих в командировку в ТЧ-30 и работающих на участке Суоярви — Петрозаводск.
Неразрушающий контроль деталей осуществляется на 9 постах дефектоскопии. Вибродиагностика подшипников качения производится комплексом ОМСД-02 (Одноканальная многофункциональная система диагностики) в составе 4 постов (под локомотивом, подшипников тяговых электродвигателей в электромашинном отделении, собранных колесно-моторных блоков в экипажном цехе и подшипников в отделении по ревизии и ремонту подшипников качения).
Инвентарный парк депо составляют тепловозы ТЭМ1, ТЭМ2, ТЭМ2УМ, ТЭМ7А обслуживающие Петрозаводский железнодорожный узел, а также станции погрузки при крупных промышленных предприятиях.
Депо выполняет техническое обслуживание и ремонт тепловозов своего парка по циклам ТО-2, ТО-3, ТО-4, ТО-5, ТР-1, ТР-2, ТР-3, СР.
На территории депо 1 октября 2013 года открылся Музей истории локомотивного депо Петрозаводск, одним из экспонатов которого стал паровоз ЭР−795-82.